# Anopheles crypticus
Anopheles crypticus este o specie de țânțari din genul Anopheles, descrisă de Maureen Coetzee în anul 1995. Conform Catalogue of Life specia Anopheles crypticus nu are subspecii cunoscute.

## Galerie

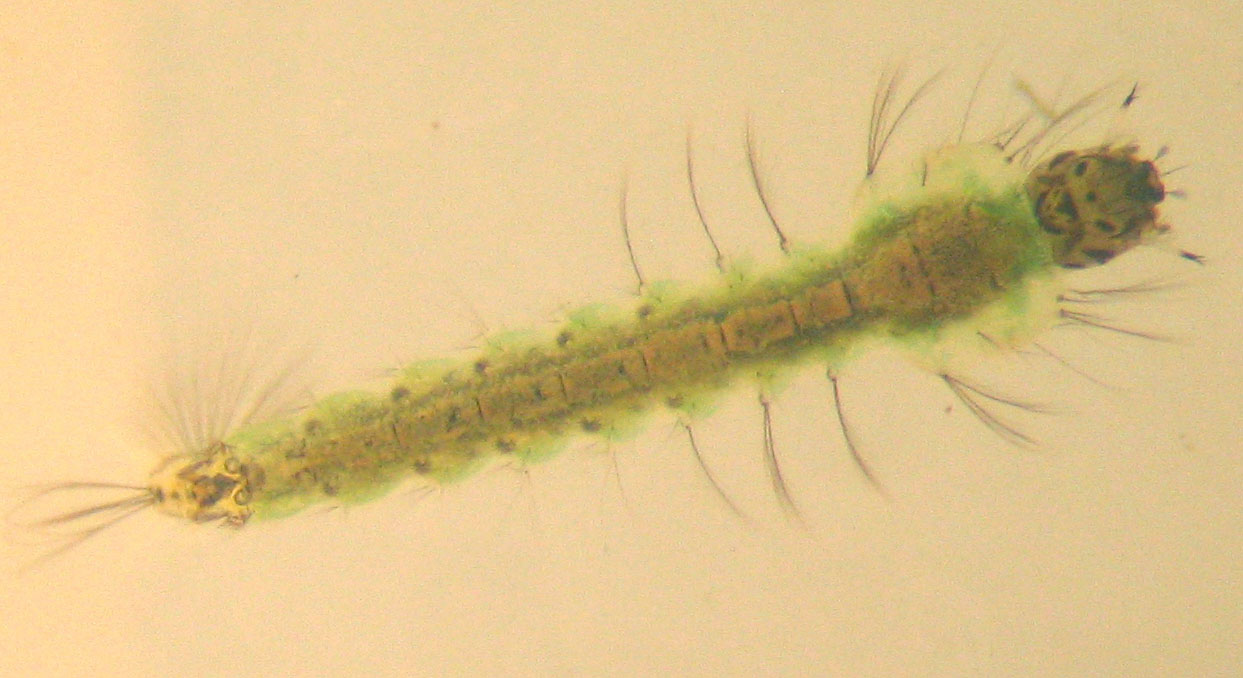